# Yuji Yaso
Yuji Yaso (Osaka, 31 oktober 1969) is een voormalig Japans voetballer.

## Carrière
Yuji Yaso speelde tussen 1993 en 2000 voor Gamba Osaka, Vissel Kobe, Albirex Niigata en Yokogawa Electric.

## Statistieken
| Japan   | Japan             | Japan            | League | League | Emperor's Cup | Emperor's Cup | J-League Cup | J-League Cup | Totaal | Totaal |
| Seizoen | Club              | League           | Wed.   | Goals  | Wed.          | Goals         | Wed.         | Goals        | Wed.   | Goals  |
| ------- | ----------------- | ---------------- | ------ | ------ | ------------- | ------------- | ------------ | ------------ | ------ | ------ |
| 1993    | Gamba Osaka       | J. League 1      | 3      | 0      | 0             | 0             | 0            | 0            | 3      | 0      |
| 1994    | Gamba Osaka       | J. League 1      | 0      | 0      | 0             | 0             | 0            | 0            | 0      | 0      |
| 1995    | Vissel Kobe       | Football League  | 0      | 0      | 1             | 0             | -            | -            | 1      | 0      |
| 1996    | Albireo Niigata   | Regional Leagues |        |        |               |               |              |              |        |        |
| 1997    | Albirex Niigata   | Regional Leagues |        |        |               |               |              |              |        |        |
| 1998    | Yokogawa Electric | Regional Leagues |        |        |               |               |              |              |        |        |
| 1999    | Yokogawa Electric | Football League  | 22     | 0      | -             | -             | -            | -            | 22     | 0      |
| 2000    | Yokogawa Electric | Football League  | 21     | 2      | 1             | 0             | -            | -            | 22     | 2      |
| Totaal  | Totaal            | Totaal           | 46     | 2      | 2             | 0             | 0            | 0            | 48     | 2      |